# Unionizm serbsko-czarnogórski

Proponowana flaga Serbii i Czarnogóry

Unionizm serbsko-czarnogórski (serbski, cyrylica: Српско-црногорски унионизам, serbski, alfabet łaciński: Srpsko-crnogorski unionizam) – idea polityczna, wedle której Serbia i Czarnogóra powinny być w unii lub przynajmniej zachować dobre relacje międzypaństwowe. Zwolennicy tej idei są najczęściej przeciwnikami czarnogórskiego nacjonalizmu, istnieniu niepodległej Czarnogóry i separacji Czarnogóry z Serbią.  

## Historia

Flaga Związku Państwowego Serbii i Czarnogóry

Flaga Czarnogóry w latach 1994-2004

W latach 2003–2006 oba państwa wchodziły w skład Związku Państwowego Serbii i Czarnogóry. Związek ten rozpadł się w 2006 roku po referendum niepodległościowym w Czarnogórze w 2006 roku. Po referendum nastąpiło lekkie zdystansowanie Czarnogóry od Serbii. Aktualnie ideę unionizmu serbsko-czarnogórskiego wspierają niektóre serbskie i czarnogórskie partie, między innymi: Demokratyczna Partia Ludowa, Nowa Serbska Demokracja, Serbska Partia Radykałów, Demokratyczna Partia Jedności, Prawdziwa Czarnogóra; dawniej tę ideę popierały między innymi: Socjalistyczna Partia Ludowa Czarnogóry, Ludowa Partia Socjalistyczna Czarnogóry, Jugosłowiańska Lewica i Serbska Partia Ludowa.